# Mónica Silvana González

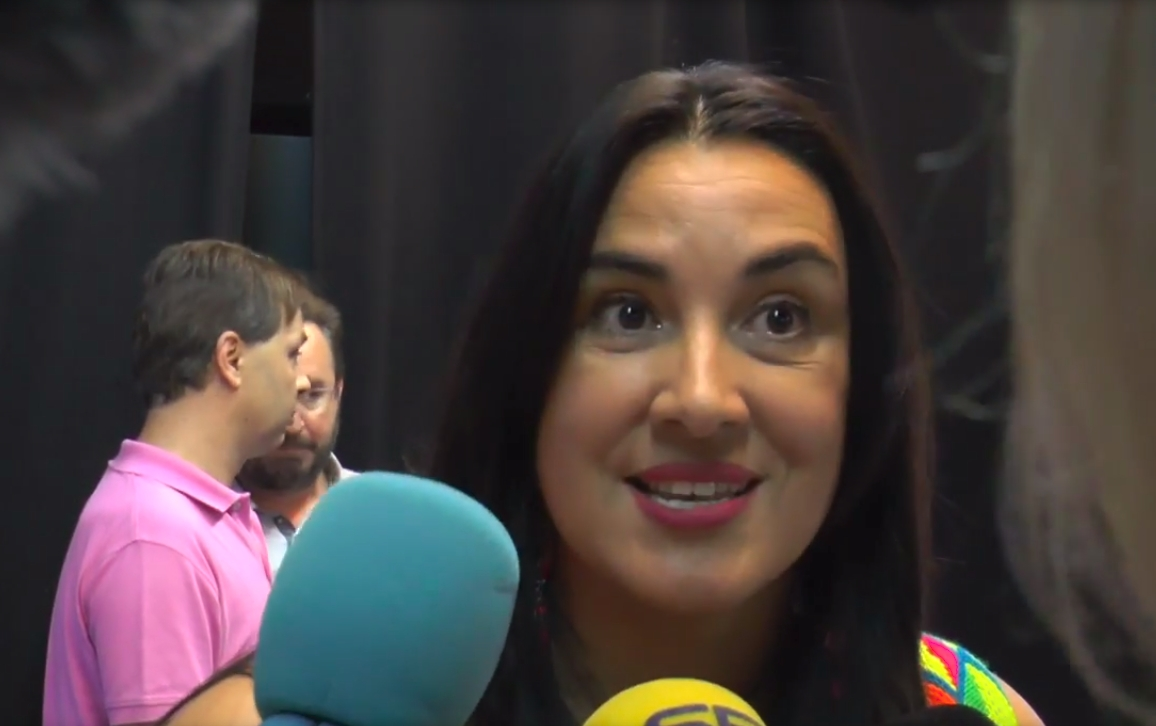
Mónica Silvana González

Mónica Silvana González González (nascida em 1976) é uma política argentina e espanhola que é deputada ao Parlamento Europeu desde 2019. É membro da Comissão Executiva Federal do Partido Socialista Operário Espanhol (PSOE) e anteriormente serviu como membro da Assembleia de Madrid.

## Biografia

### Infância e educação
Nasceu em 12 de fevereiro de 1976 em Buenos Aires, na Argentina. Aos 4 anos mudou-se para a cidade de Esquina (província de Corrientes). Graduada em Turismo pela Universidade Nacional do Nordeste de Corrientes, mudou-se para a Espanha em 1998, fixando residência em Alcalá de Henares.

### Carreira política
Membro do grupo local do Partido Socialista Operário Espanhol (PSOE) em Alcalá de Henares, González foi vereadora do município de 2007 a 2015.
González concorreu como candidata na lista do PSOE (10ª posição) para as eleições regionais de maio de 2015 em Madrid chefiada por Ángel Gabilondo, e tornou-se membro do 10º mandato da legislatura regional.
No âmbito do 39º Congresso Federal do PSOE realizado em junho de 2017, González foi nomeada membro da Comissão Executiva Federal na função de Secretária para a Área da Diversidade e Movimentos Sociais.
Desde as eleições para o Parlamento Europeu de 2019, González faz parte da Comissão do Desenvolvimento do Parlamento. Ela também é membro do Intergrupo do Parlamento Europeu sobre Deficiência e do Intergrupo do Parlamento Europeu sobre Direitos LGBT.